# Velyki Korovyntsi
Velyki Korovyntsi (en ukrainien : Великі Коровинці) ou Velikie Korovintsy et en russe : Великие Коровинцы ; en polonais : Korowińce Wielkie) est une commune urbaine de l'oblast de Jytomyr, en Ukraine. Sa population s'élevait à 2 102 habitants en 2022.

## Géographie
Velyki Korovyntsi se trouve à 15 km au sud-est de Tchoudniv, à 42 km au sud-ouest de Jytomyr et à 167 km au sud-ouest de Kiev.

## Histoire
La première mention de Velyki Korovyntsi remonte à l'année 1585. Pendant la Seconde Guerre mondiale, le village fut bombardé par l'aviation allemande au matin du 23 juin 1941 puis occupé du 7 juillet 1941 au 6 janvier 1944.

## Population
Recensements (*) ou estimations de la population :
| 1959* | 1970* | 1979* | 1989* | 2001* |
| ----- | ----- | ----- | ----- | ----- |
| 6 970 | 4 693 | 4 990 | 3 245 | 2 794 |

| 2009  | 2010  | 2011  | 2012  | 2013  |
| ----- | ----- | ----- | ----- | ----- |
| 2 425 | 2 392 | 2 384 | 2 343 | 2 335 |

## Transports
Velyki Korovyntsi se trouve à 12 km de Tchoudniv par la route et à 28 km par le chemin de fer.